# 大豪尔沙尼
大豪尔沙尼（匈牙利語：Nagyharsány），是匈牙利巴兰尼亚州所辖的一个村。总面积26.01平方公里，总人口1550，人口密度59.6人/平方公里（2011年1月1日）。

## 大豪爾桑尼之爭
1574 年，在一神論的傳教士György Alvinczi和加爾文主義的追隨者之間在大豪爾桑尼發生了一場宗教糾紛。阿爾文齊被他的對手判處死刑並殺死。
奧斯曼當局想要懲罰加爾文教社區的這一行為，並判處有罪者死刑。佩奇的一神論傳教士György Válaszúti表示同情，請求赦免他們——布達的Beylerbey同意釋放他們。
直到第二次世界大戰結束，居民都是多瑙河施瓦本人。大多數前德國定居者在 1945 年至 1948 年期間因波茨坦協定被驅逐到德國和奧地利。